# ザムトゲマインデ・ホルネブルク
ザムトゲマインデ・ホルネブルク (ドイツ語: Samtgemeinde Horneburg) は、ドイツ連邦共和国ニーダーザクセン州シュターデ郡に属すザムトゲマインデ（集合自治体）である。このザムトゲマインデでは5町村が行政業務を共同で処理している。

## 地理
ザムトゲマインデ・ホルネブルクは、シュターデとブクステフーデとの間に位置する。これはアルテス・ラントに近いシュターダー・ゲースト辺縁部にあたる。

### 自治体の構成
このザムトゲマインデは、アガーテンブルク、ブリーダースドルフ、ドレルン、ホルネブルク、ノッテンスドルフからなる。

## 歴史
ザムトゲマインデ・ホルネブルクは1970年代のニーダーザクセン州の地方行政改革の一環として誕生した。第1回のザムトゲマインデ議会創設会議は1971年1月25日に開催された。初代ザムトゲマインデ・ディレクター (Samtgemeindedirektor) にはフランク・ハインリヒが1971年から12年間執務することが満場一致で決定された。その後、彼は1983年に再選され、1995年までこの地位にあった。彼の後任としてイリス・グロネルトがザムトゲマインデ長 (Samtgemeindebürgermeister(-in)) に就任した。

## 行政

### 議会
このザムトゲマインデの議会は、ザムトゲマインデ長を含めて29議席からなる。

### 紋章
図柄: 金地で青く波打つ屋根型図形の下に尖塔型屋根と胸壁を持つ5本の塔（真ん中の1本は高い）を有する、開いた城門が描かれている。

## 経済と社会資本

### 交通
ザムトゲマインデ・ホルネブルクは、連邦道B73号線（クックスハーフェン - ハンブルク）を利用してアクセスすることができる。クックスハーフェンとハンブルクに間には鉄道路線もある。30分から1時間間隔でローカル列車が運行されており、ホルネブルク、アガーテンブルク、ドレルンの駅に停車する。

### 教育
ザムトゲマインデ内には、アガーテンブルク/ドレルン、ブリーダースドルフ/ノッテンスドルフ、ホルネブルクの3つの基礎課程学校がある。上級の本課程学校および実科学校はホルネブルクにある。

## 引用
1. ↑  Landesamt für Statistik Niedersachsen, LSN-Online Regionaldatenbank, Tabelle A100001G: Fortschreibung des Bevölkerungsstandes, Stand 31. Dezember 2023